# 今井金箔
株式会社今井金箔（いまいきんぱく、英: IMAIKINPAKU CO.,LTD.）は、石川県に本社を置く金箔メーカーである。本社は金沢市に所在する。

## 概要
主な事業として、金箔を使った工芸品や仏壇・仏具など箔関連製品の製造及び販売。また、金箔、銀箔の切廻や粉を用いた二次製品の製造・販売も行なっている。

## 沿革
- 1898年 - 創業。
- 1976年 - 今井金箔設立。
- 2001年 - ISO9000認証取得。
- 2003年 - ISO9001:2000認証取得。